# Waldemar Legień
Waldemar Legień (Bytom, 28 de agosto de 1963) es un deportista polaco que compitió en judo.
Participó en dos Juegos Olímpicos de Verano en los años 1988 y 1992, obteniendo dos medallas, oro en Seúl 1988 y oro en Barcelona 1992. Ganó tres medallas en el Campeonato Mundial de Judo entre los años 1987 y 1991, y tres medallas en el Campeonato Europeo de Judo entre los años 1985 y 1990.

## Palmarés internacional
| Juegos Olímpicos   | Juegos Olímpicos      | Juegos Olímpicos  | Juegos Olímpicos |
| Año                | Lugar                 | Medalla           | Categoría        |
| ------------------ | --------------------- | ----------------- | ---------------- |
| 1988               | Seúl (Corea del Sur)  | Medalla de oro    | –78 kg           |
| 1992               | Barcelona (España)    | Medalla de oro    | –86 kg           |
| Campeonato Mundial |                       |                   |                  |
| Año                | Lugar                 | Medalla           | Categoría        |
| 1987               | Essen (RFA)           | Medalla de bronce | –78 kg           |
| 1989               | Belgrado (Yugoslavia) | Medalla de bronce | –78 kg           |
| 1991               | Barcelona (España)    | Medalla de bronce | –86 kg           |
| Campeonato Europeo |                       |                   |                  |
| Año                | Lugar                 | Medalla           | Categoría        |
| 1985               | Hamar (Noruega)       | Medalla de plata  | –78 kg           |
| 1986               | Belgrado (Yugoslavia) | Medalla de bronce | –78 kg           |
| 1990               | Fráncfort (RFA)       | Medalla de oro    | –86 kg           |